# بتروس
البِتْرُوس أو البِلدُوس (الاسم العلمي: Petaurus) جنس حيوانات لبونة من الجرابيات الشاجرات وفصيلة الفلنجريات. يسمى الواحد من أعضاء هذا الجنس بالأبوسوم الطيّار أو الفلنجر الطيّار. أنواعه المعروفة ستة موطنها أستراليا والجزر المجاورة. جميعها دجوية المسرح. تألف الغابات والحراج، تبيت في النهار إمّا في تجاويف الأشجار النخرة أو على قننها. أجسامها صغيرة. آذانها كبيرة. أذنابها مستطيلة منعقفة الأطراف. قوائمها الأمامية أقصر من الخلفية. أصابعها خماسية حادة الأظافر. أصوافها ناعمة، لبدة. أغشيتها الابطية جلدية تمتد من الأيدي إلى الأرجل. أناثها مجهزة بجراب عند أسفل البطن تقيم فيه الرضيع حتى الفطام.